# Emmanuel Janssen
Baron Emmanuel Charles Marie Janssen (Brussel, 9 december 1879 - Vence, 21 februari 1955) was een Belgisch bankier, industrieel en bestuurder. Hij was medeoprichter van de Generale Bank en oprichter van Union Chimique Belge.

## Biografie

### Familie
Emmanuel Janssen was een telg uit het geslacht Janssen. Hij was een zoon van Charles Janssen, advocaat, gedeputeerde van Brabant en schepen van Brussel, en Berthe Poelaert, een nicht van architect Joseph Poelaert.
Hij trouwde in 1906 in Brussel met Paule Van Parys (1885-1913), dochter van Édouard Van Parys en Jeanne Solvay, en kleindochter van Ernest Solvay, scheikundige, oprichter van Solvay, voorzitter van het Nationaal Hulp- en Voedingskomiteit, senator en minister van Staat. Ze kregen drie zoons: Charles-Emmanuel Janssen, volksvertegenwoordiger, vicevoorzitter van de Generale Bank en voorzitter van Union Chimique Belge; Roger Janssen, vicevoorzitter van UCB, en André Janssen, gedelegeerd bestuurder van UCB.
In 1917 in Brussel huwde hij een tweede maal, met zijn verre nicht Adrienne Janssen (1897-1973), dochter van Albert Janssen, directeur-generaal van Tramways bruxellois, en kleindochter van baron Léon Janssen, vicegouverneur van de Generale Maatschappij van België. Het huwelijk bleef kinderloos.

### Loopbaan
In 1910 werd hij assistent van het directiecomité van Solvay, het familiebedrijf van zijn echtgenote. In 1913 werd hij er secretaris-generaal en in 1916 lid van het directiecomité. Binnen het bedrijf was hij van alle markten thuis. Hij was vicevoorzitter van Semet-Solvay, een bedrijf dat cokeovens bouwde en exploiteerde, lag mee aan de basis van glasbedrijf Compagnie internationale pour la fabrication mécanique du verre en leidde Mutuelle Solvay, de investeringsgroep van de familie Solvay.
Tijdens de Eerste Wereldoorlog was hij vicevoorzitter van het directiecomité van het Nationaal Hulp- en Voedingskomiteit.
In 1928 richtte Janssen het chemiebedrijf Union Chimique Belge op, waarvan hij tevens tot 1948 voorzitter van de raad van bestuur was. De oprichting van UCB uit vier kleinere chemiebedrijf, waarvan Semet-Solvay een was, kwam voort uit het verlangen van Janssen om van Solvay een internationale financiële holding te maken.
Naast voorzitter van de Mutuelle Solvay was hij ook voorzitter van de Société belge de Banque (SBB), waarvan de Mutuelle Solvay aandeelhouder was. Zowel de Mutuelle Solvay als de SBB hadden aandelen in UCB. De SBB was tevens de huisbank van de familie Janssen.
Janssen was in 1934 medeoprichter van de Generale Bank, waarvan hij vicevoorzitter was. Ook was hij voorzitter van de raad van bestuur van verzekeraar Royale Belge.
Janssen verkreeg in 1930 de toekenning van erfelijke adel en de titel baron, overdraagbaar bij eerstgeboorte.